# Georges Bataille
Georges Albert Maurice Victor Bataille (Billom (Puy-de-Dôme), 10 september 1897 - Parijs, 9 juli 1962) was een Frans schrijver, filosoof, dichter en dissident surrealist.

## Biografie
Bataille wordt geboren in een atheïstische familie. Op de jongensschool neigt hij naar het katholicisme, daartoe aangezet door een klasgenoot. Hij denkt er zelfs over om later naar het seminarie te gaan en priester te worden.
Ervaringen met de dood zullen er echter later voor zorgen dat hij hier geleidelijk aan vanaf stapt en zelf een visie op religie, of liever, spiritualiteit ontwikkelt, de zogenaamde atheologie van de innerlijke ervaring. 
In september 1914, het begin van de Eerste Wereldoorlog, moet hij samen met zijn moeder Reims verlaten. Zijn vader, die blind is en aan syfilis lijdt, moet hij echter achterlaten. Deze sterft een jaar later, in 1915. Door de dood van zijn vader en de ervaring van de Eerste Wereldoorlog twijfelt hij aan zijn roeping voor het seminarie. Bovendien moet hij daarvoor zijn moeder alleen laten en begint hij liefde te voelen voor een meisje.
Van 1917 tot 1922 studeerde Bataille aan de École Nationale des Chartes voor het beroep van archivaris. In 1920 ontmoet hij de Franse filosoof Henri Bergson. Bataille leest zijn boek Le rire, dat hem diep raakt en zijn verdere denken zal bepalen. De datum 7 mei 1922 betekent een definitieve breuk met zijn geloof. In de Arena’s van Madrid – het terrein van matador Manuel Granero – ziet hij de Dood aan het werk. De ervaring van het buitenzinnige van het doden van de stier zal hem voor de rest van zijn leven fascineren. De thema’s van de dood (la mort) en het buitenzinnige of de innerlijke ervaring (l’expérience intérieure) zullen dan ook centrale thema’s in zijn essays, romans, verhalen en filosofische geschriften blijven.
In de jaren ’20 werkt Bataille inmiddels als bibliothecaris en ontwikkelt zich door denkers als Nietzsche en Freud te lezen en colleges filosofie te volgen. Deze ontwikkeling wordt versterkt door het lezen van literatuur van Kafka, Proust en ontmoetingen met schilders als André Masson en schrijvers als Michel Leiris en Pierre Klossowski. Vanaf die jaren lanceert hij meerdere tijdschriften waarvan Documents, Acéphale en Critique de bekendste zijn. 
In 1930 sterft Batailles moeder, die waanzinnig was geworden. Bataille zal over haar dood schrijven in Le bleu du ciel. De dood van zijn maîtresse Laure (Collette Peignot) acht jaar later leidt tot een persoonlijke crisis. Na de opkomst van Hitler en het fascisme in 1936 schrijft Bataille meer en meer over de dood. Een conferentie van de Société de psychologie in 1938 is getiteld Les attitudes envers la mort (Houding ten opzichte van de dood). Een jaar later publiceert hij een artikel in Acéphale getiteld La pratique de la joie devant la mort (De praktijk van vreugde voor de dood). 
Zijn ontmoeting met Maurice Blanchot in 1940 en de nauwe vriendschap die daar uit volgt zal het thema van de dood nog verder doen doordringen in zijn filosofisch en literair werk. Hij publiceert Madame Edwarda (1937, 1941), L’expérience intérieure (1943), L’érotisme (1957), Le mort  (1943/1944 ?) postuum gepubliceerd in 1967. Gedurende de Koude Oorlog publiceert hij tevens verschillende artikelen en houdt hij conferenties met dit thema: L’enseignement de la mort, Le paradoxe de la mort et la Pyramide, Hegel, la mort et le sacrifice, L’érotisme et la fascination de la mort.
Op 8 juli 1962 raakt Bataille in een coma, hij lijdt dan al enige tijd aan cerebrale arteriosclerose. Hij sterft de volgende dag.

## Voornaamste werken
Romans & Verhalen
N.B.: de werken staan in chronologische volgorde, de gegeven jaartallen geven de datum van verschijnen aan.
- 1928 - Histoire de l'œil (Onder pseudoniem van Lord Auch)
- 1941 - Madame Edwarda (Onder pseudoniem van Pierre Angélique)
- 1943 - Le petit (Onder pseudoniem van Louis Trente)
- 1943 - L'Expérience intérieure
- 1949 - La scissiparité
- 1950 - L'Abbé C.
- 1957 - Le bleu du ciel
- 1962 - L'impossible
- 1966 - Ma mère
- 1967 - Le mort
- 1971 - Julie

- Bibsys: 3031792
- Biblioteca Nacional de Chile: 000040754
- Biblioteca Nacional de España: XX1721413
- Bibliothèque nationale de France: cb11885715h (data)
- Catàleg d'autoritats de noms i títols de Catalunya: 981058521606506706
- CiNii: DA00018538
- Digitale Bibliotheek voor de Nederlandse Letteren: bata002
- Gemeinsame Normdatei: 118507109
- International Standard Name Identifier: 0000 0001 2129 5918
- Library of Congress Control Number: n50025778
- Nationale Bibliotheek van Letland: 000026704
- MusicBrainz: 25b54537-d229-4527-8e8e-89f03ae575c2
- Bibliotheek van het Japanse parlement: 00432499
- Nationale Bibliotheek van Tsjechië: jn20000600658
- Nationale bibliotheek van Australië: 35015020
- Nationale Bibliotheek van Israël: 987007258230705171
- Nationale Bibliotheek van Polen: a0000001186552
- Nationale en Universitaire bibliotheek Zagreb: 000015065
- Nederlandse Thesaurus van Auteursnamen: 06889435X
- Réseau des bibliothèques de Suisse occidentale: 02-A000016926
- RKD-Nederlands Instituut voor Kunstgeschiedenis: 368554
- Istituto Centrale per il Catalogo Unico: CFIV042141
- LIBRIS: 211000
- SNAC: w6h738jh
- Système universitaire de documentation: 026649446
- Trove: 790708
- Union List of Artist Names: 500093456
- Virtual International Authority File: 41834843
- WorldCat: E39PBJvXfrWft9BDycyXThXrv3